# Gaspar Domínguez
Gaspar Domínguez, né le 27 octobre 1988 à Santiago est un médecin et homme politique chilien.
Il est élu membre de l'Assemblée constituante lors des élections de 2021, par la circonscription du district n°26, en tant que candidat sur la liste des « Indépendants non-neutres ». Il est vice-président de janvier à juillet 2022.

## Biographie

### Famille et études
Gaspar Domínguez est le fils du peintre Sebastián Domínguez Wagner et de l'artiste Valeria Donoso Concha. Il étudie la médecine à l'Université du Chili et y obtient une maîtrise en santé publique.
Après avoir terminé ses études en 2015, il déménage à Palena dans la région des Lacs et travaille comme médecin généraliste à l'hôpital local.
En février 2019, il est reconnu par le journal El Llanquihue (es) comme l'un des 50 jeunes les plus influents de la région. Le journal évoque son projet de prévention et d'éducation sexuelle dans une école à Palena, avec notamment l'installation d'un distributeur de préservatifs.

### Assemblée constituante
Il se présente lors des élections constituantes de 2021, inscrit sur la liste « Indépendants pour une nouvelle Constitution » au sein du district n°26. Il obtient le plus de voix de sa liste et est déclaré élu.
Gaspar Domínguez est ouvertement homosexuel, et le 28 juin 2021, il est l'un des fondateurs de Red Disidente Constituyente, organisme qui a comme objectif d'articuler des propositions en faveur de la diversité sexuelle au sein de l'Assemblée.
Lors de la séance inaugurale du 4 juillet 2021, il est le candidat de la liste des « Indépendants non-neutres ». Il obtient 11 voix au 1er tour, et les votes de la liste se tournent vers Jaime Bassa, élu.
En juillet 2021, il rejoint la commission transitoire sur la décentralisation, l'équité et la justice territoriale. Après l'adoption du règlement de l'Assemblée constituante en octobre 2021, il rejoint la commission thématique sur les droits fondamentaux.
Le 5 janvier 2022, il est élu vice-président de l'Assemblée après un tour unique avec 112 voix, obtenant le soutien des groupes indépendants et de gauche,, il succède à Jaime Bassa.